# Monument als Caiguts (Calldetenes)
El Monument als Caiguts és una obra de Calldetenes (Osona) inclosa a l'Inventari del Patrimoni Arquitectònic de Catalunya.

## Descripció
Element moble. Monument commemoratiu. És un monòlit d'uns quatre metres d'alçada que s'assenta sobre un sòcol de base quadrada d'una sola peça i amb una inscripció. La resta del monument és format per carreus, amb unes piràmides invertides a la part baixa de cada una de les cares damunt la qual s'erigeix una creu llatina formant un alt relleu.
Al voltant hi ha quatre pedrissos que sostenen una cadena de ferro molt treballada. A cada costat de la cara on hi ha la inscripció hi ha uns xiprers molt alts.
És construïda amb pedra de color gris blavós.
L'estat de conservació és bo.

## Història
Monòlit que s'erigeix a l'altra banda de la carretera de Sant Julià de Vilatorta, enfront l'església romànica de Sant Martí de Riudeperes.
La inscripció a la part principal diu: "Santa Margarita / a las víctimas de /1936 / XVI / Novre / 1941".
A l'altra cara podem llegir:
"A los mártires caidos por Dios y por España- Jaime Serra Ordi, Juan Lladó Oller, José Bisbal Olmeres, Ramon Clara Canals, Fortian Puig Ordeix, José Nogué Ordeix, José Nogué Roger, Desconocido, Desconocido, Vicario General de Vich, Parroco de Artés, Badia Flaquer, Sor María Carmelita descalza de Vich".
La tipologia de lletra de les inscripcions recorda a les de les obres de M. Pallàs, arquitecte nascut a Sant Julià de Vilatorta.